# Говернорс
Говернорс, Губернаторский остров (англ. Governors Island) — остров, находящийся в восточной части Соединённых Штатов Америки в Нью-Йоркской бухте. Остров находится на расстоянии около 1 километра от южной оконечности острова Манхэттен. На момент прихода европейцев площадь острова составляла примерно 36 гектаров, но в начале 1900-х годов она была увеличена до 69 гектаров за счёт отвалов строящегося метрополитена.

## История
Первоначально остров назывался Noten Eylant (позже Nutten Island). Это название дал ему голландский путешественник Адриан Блок, который его открыл. Это название остров носил более чем полтора века (с 1611 по 1784 год).
В мае 1624 года нидерландцы завершили свои претензии доставкой и поселением 30 нидерландских семей на Noten Eylant, современный Губернаторский остров.
Начиная с 1783 года и до 1966 года остров был базой армии США. С 1966 по 1996 год остров использовался как одна из основных баз береговой охраны США. Современное название острова возникло во времена Британской колонии, когда колониальная власть выделила остров для эксклюзивного использования губернаторами Нью-Йорка. ZIP-код острова — 10004.
В декабре 1988 года остров был местом встречи председателя ВС СССР Горбачева и вице-президента США Дж Буша.
4 февраля 1985 года остров стал национальным историческим памятником.
31 января 2003 года контроль над большей частью острова (607 000 м²) был передан штату Нью-Йорк, и с тех пор остров находится в управлении «GIPEC» (англ. Governors Island Preservation and Education Corporation) — открытой компании штата Нью-Йорк. Остальные 89 000 м² вместе с двумя фортификационными сооружениями были переданы министерству внутренних дел США, и на их основе создан мемориал (англ. Governors Island National Monument).
Начиная с 2003 года северная часть острова вместе с историческими сооружениями была открыта для посетителей. Большая (южная) часть острова пока рассматривается на архитектурном конкурсе с целью создать парк отдыха в самом центре Нью-Йорка. С острова открывается вид на статую Свободы, остров Эллис, южную оконечность Манхэттена и портовые сооружения Бруклина.